# Кубок Франції з футболу 2001—2002
Кубок Франції з футболу 2001–2002 — 85-й розіграш кубкового футбольного турніру у Франції. Титул вперше здобув Лор'ян.

## Регламент
Кубок Франції складається з двох етапів:
- відбіркового, який складається з шести регіональних етапів (перші два організовуються в кожному регіоні за своєю схемою для клубів регіональних ліг, наступні чотири організовуються в регіонах централізовано за участі клубів з національних аматорських і напівпрофесіональних ліг) та двох національних етапів (7-й і 8-й етап, з 7-го стартують клуби Дивізіону 2 та представники заморських територій);
- фінального, який починається з 1/32 фіналу — з цього раунду стартують клуби провідного Дивізіону 1.

## 1/32 фіналу
| Команда 1           | Рахунок      | Команда 2               |
| ------------------- | ------------ | ----------------------- |
| 14 грудня 2001      |              |                         |
| Нансі (2)           | 3:1 дч       | Ніор (2)                |
| Мец                 | 5:0          | Гренобль (2)            |
| Монпельє            | 3:2          | Мартіг (2)              |
| Валансьєн (4)       | 0:1          | Ланс                    |
| 15 грудня 2001      |              |                         |
| Іссі-ле-Муліно (7)  | 2:1 дч       | Авіон (4)               |
| Сен-Прієст (4)      | 0:0 пен. 5:3 | Осер                    |
| Мійо (7)            | 0:1          | Аяччо (2)               |
| Труа                | 0:0 пен. 2:0 | Ніцца (2)               |
| Монтаньяр (6)       | 2:1          | Кан (2)                 |
| Шалон-сюр-Сон (5)   | 2:3 дч       | Седан                   |
| Марсель             | 2:0          | Сен-Ле-ла-Форе (8)      |
| Бастія              | 3:1          | Нант                    |
| Дуе (5)             | 1:3 дч       | Лор'ян                  |
| Страсбур (2)        | 3:1 дч       | Ле-Ман (2)              |
| Лібурн (4)          | 2:0          | Лілль                   |
| Оріяк (5)           | 1:3 дч       | Шанже (5)               |
| Фонтене-ле-Конт (4) | 0:1          | Лаваль (2)              |
| Ла-Флеш (5)         | 0:1          | Шатору (2)              |
| Везуль (4)          | 2:3 дч       | Монако                  |
| Треліссак (4)       | 0:1          | Ам'єн (2)               |
| Тур (4)             | 2:2 пен. 1:4 | Генгам                  |
| Сен-Мало (5)        | 0:6          | Ліон                    |
| Реймс (3)           | 1:0          | Расінг (Коломб) (3)     |
| Луан-Кюїзо (3)      | 1:0 дч       | Сент-Етьєн (2)          |
| Фрежус (4)          | 0:6          | Бордо                   |
| Ізер (5)            | 2:1          | Канн (3)                |
| Гавр (2)            | 0:0 пен. 3:5 | Нім (2)                 |
| Бальма (4)          | 0:1 дч       | Ренн                    |
| Ла-Рош-сюр-Іон (3)  | 1:0 дч       | Клермон (3)             |
| Люсон (6)           | 0:2          | Парі Сен-Жермен         |
| Булонь (3)          | 1:5 дч       | Сошо                    |
| 16 грудня 2001      |              |                         |
| Кройцвальд (5)      | 0:0 пен. 1:3 | Лузітанос (Сен-Мор) (3) |

## 1/16 фіналу
| Команда 1               | Рахунок      | Команда 2          |
| ----------------------- | ------------ | ------------------ |
| 19 січня 2002           |              |                    |
| Іссі-ле-Муліно (7)      | 0:1          | Ам'єн (2)          |
| Шанже (5)               | 0:3          | Реймс (3)          |
| Сен-Прієст (4)          | 0:2          | Нансі (2)          |
| Монтаньяр (6)           | 4:2          | Ла-Рош-сюр-Іон (3) |
| Ланс                    | 0:1          | Марсель            |
| Лібурн (4)              | 2:1 дч       | Мец                |
| Лузітанос (Сен-Мор) (3) | 2:0          | Бордо              |
| Бастія                  | 2:1 дч       | Сошо               |
| Ренн                    | 1:2          | Лор'ян             |
| Лаваль (2)              | 0:0 пен. 3:5 | Нім (2)            |
| Ліон                    | 0:2          | Шатору (2)         |
| Луан-Кюїзо (3)          | 2:0          | Генгам             |
| Ізер (5)                | 0:1          | Парі Сен-Жермен    |
| Монако                  | 2:1          | Монпельє           |
| 26 січня 2002           |              |                    |
| Седан                   | 1:0          | Аяччо (2)          |
| 30 січня 2002           |              |                    |
| Страсбур (2)            | 1:0 дч       | Труа               |

## 1/8 фіналу
| Команда 1       | Рахунок      | Команда 2               |
| --------------- | ------------ | ----------------------- |
| 9 лютого 2002   |              |                         |
| Реймс (3)       | 1:1 пен. 3:4 | Седан                   |
| Монтаньяр (6)   | 0:1          | Монако                  |
| Парі Сен-Жермен | 1:1 пен. 7:6 | Марсель                 |
| Лібурн (4)      | 2:0          | Шатору (2)              |
| Бастія          | 2:0          | Нансі (2)               |
| Луан-Кюїзо (3)  | 2:2 пен. 5:6 | Лор'ян                  |
| Ам'єн (2)       | 0:2          | Нім (2)                 |
| Страсбур (2)    | 2:1 дч       | Лузітанос (Сен-Мор) (3) |

## 1/4 фіналу
| Команда 1       | Рахунок      | Команда 2    |
| --------------- | ------------ | ------------ |
| 9 березня 2002  |              |              |
| Лібурн (4)      | 0:1 дч       | Бастія       |
| Парі Сен-Жермен | 0:1          | Лор'ян       |
| Седан           | 1:0          | Страсбур (2) |
| 10 березня 2002 |              |              |
| Нім (2)         | 1:1 пен. 3:1 | Монако       |

## 1/2 фіналу
| Команда 1       | Рахунок | Команда 2 |
| --------------- | ------- | --------- |
| 30 березня 2002 |         |           |
| Бастія          | 1:0 дч  | Седан     |
| 31 березня 2002 |         |           |
| Лор'ян          | 1:0     | Нім (2)   |

## Фінал
| 11 травня 2002 |

| Бастія | 0:1      | Лор'ян        |
| ------ | -------- | ------------- |
|        | Протокол | Даршвілль 41' |

| Стад-де-Франс, Сен-Дені Глядачів: 66 215 Арбітр: Ерік Пуля |